# Шрінкфляція
Шрінкфляція (англ. shrinkflation, стискфляція, даунсайзинг) — зниження виробником кількості, об'єму або ваги товару в упаковці при збереженні або непропорційно малому зниженні відпускної ціни. Зменшуючи об'єм або вагу товару, переходячи від цін на вагу до цін на об'єм (або навпаки, у залежності від щільності товару), виробники створюють у покупців уявну видимість низької ціни на товар. 
Назва з'явилась в англійській мові шляхом складення слів «стискувати» (англ. to shrink) і «інфляція» (англ. inflation). Вперше неологізм застосували Pippa Malmgren і Brian Domitrovic.

## Економічний зміст
Виробники різних харчових продуктів і споживчих товарів, а також мережеві супермаркети, задля того, щоб не відлякувати покупця занадто швидким або занадто великим підвищенням ціни, знижують кількість товару у звичній упаковці, розраховуючи на те,  що споживач може не звернути на це увагу, якщо не стане вивчати дані на упаковці уважно. Щоб покупець не запідозрив змін, зовнішній вигляд і дизайн упаковки при цьому майже не змінюється.
За оцінками економістів Джорджа Акерлофа і Роберта Шиллера, які вони приводять у своїй книзі «Полювання на простака. Економіка маніпуляцій і обману» , такі дії виробників не обов'язково продиктовані міркуваннями злого умислу або жадібності; можливо, їх змушує до цього ринок. Так, шрінкфляція є одним з інструментів виробників по збереженню прибутку під час стагфляції. 
Самі виробники, крім зростання витрат, також як обґрунтування для зменшення кількості товару в упаковці називають підвищення його якості, зміну рецептури, зміну дизайну упаковки або навіть турботу про здоров'я споживача. 
За оцінками влади Великої Британії, шрінкфляція не впливає на загальні інфляційні показники в країні, водночас влада Нової Зеландії уважно відстежує зміну упаковки під час формування індексу споживчих цін, оскільки для споживача шрінкфляція є однією з різновидів інфляції.

## Історія
Вперше до шрінкфляції вдалися компанії в США в 1970-ті роки на тлі  стагфляції, що охопила країну. 
Національна статистична служба Великої Британії в 2017 році заявила, що у Великій Британії шрінкфляція регулярно спостерігається вже протягом п'яти років, і за цей час їй піддалися понад дві з половиною тисячі продуктів (при цьому за той же час упаковка понад шестисот товарів, навпаки, збільшилася). Особливо яскраво явище стало помітно у зв'язку з ростом для виробників витрат, пов'язаних з майбутнім виходом країни з Європейського союзу.   
Як перехід з торгівлі одиницями ваги на більш вигідну торгівлю із застосуванням одиниць об'єму характерним є приклад з олією, яку традиційно продавали в СРСР в розлив на вагу, а також розливалася у скляні пляшки по 0,5 кг: з впровадженням ПЕТ-тари олію стали розливати приблизно по 0,9 кг в одну літрову пляшку, а в 2010-ті роки деякі виробники почали зменшувати і ємність пляшок до 0,85 літра (0,782 кг).
Дослідження 2020 року показали що шрінкфляція сприймається населенням значно м'якше ніж інфляція, і навіть коли її вважать засобом обману то претензії висувають до виробника товару, а не до влади. Тому висувалися пропозиції заохочувати її, наприклад: дозволити виробникам використовувати похибку 20% при вказівці ваги/об'єму на упаковці, вказувати тільки масу брутто без відповідної позначки або замість слів «грам» і «мілілітр» використовувати слова «Одиниця товару», під якою без уточнень і пояснень можуть використовувати в залежності від ситуації грами або мілілітри, (наприклад 1 кілограмів соку може дорівнювати 0.952 літрів, цифра 1 в такому випадку здається покупцеві кращою та вигіднішою ніж 0.952) або дозволити не вказувати вагу/об'єм продукту взагалі.

## Приклади шрінкфляції

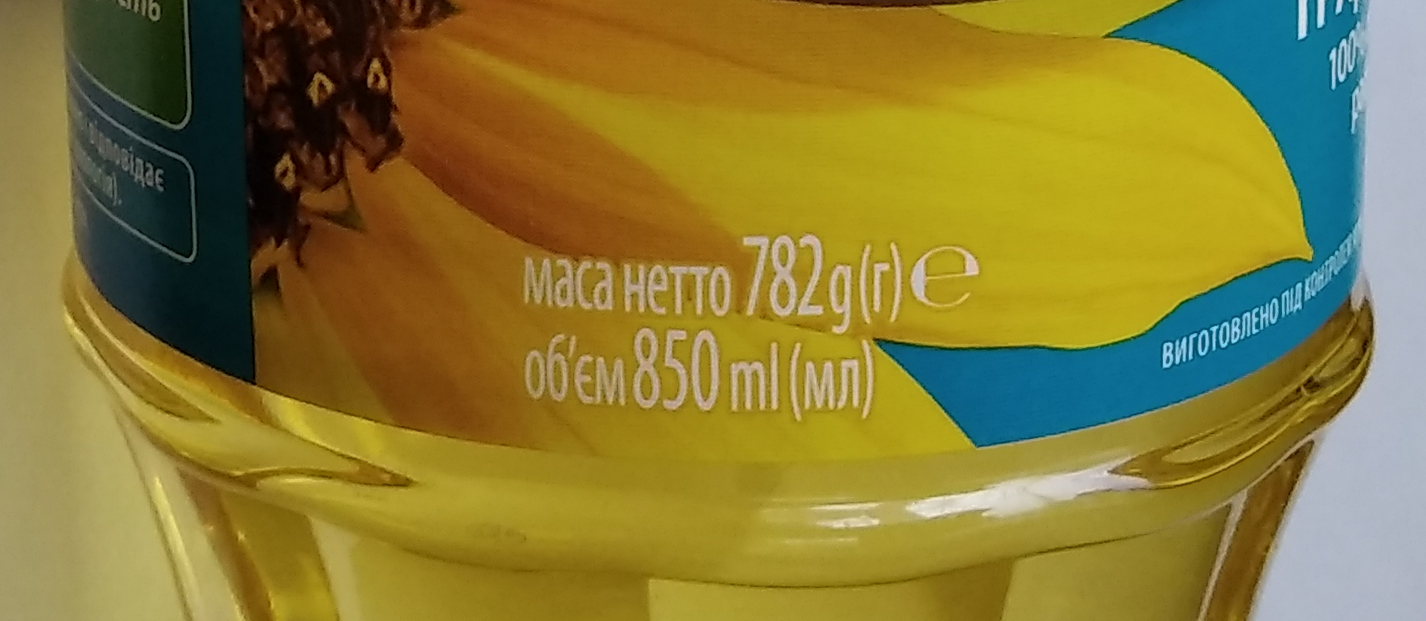
Етикетка 0,85-літрової пляшки з 0,782 кг соняшникової олії. Інформація про об'єм нанесена білим шрифтом на жовтому фоні, що маскує надпис та ускладнює його помітність для покупця.

- Компанія Bunge зменшила об'єм пляшки соняшникової олії "Олейна" в Україні з 1 літра до 850 грамів[10], проте в Росії розмір пляшки залишився без змін[11].
- Вебсайт японською мовою пояснює як сотні відомих продуктів зменшилися в розмірі, наскільки вони зменшилися і коли сталося зменшення.
- В 2009 році Mars зменшила розмір батончика Mars з 62.5 грам до 58 грамів, залишивши ціну незмінною[12].
- В 2010 році Kraft зменшила 200-грамовий батончик Toblerone до 170 грамів[13].
- В 2016 році Mondelēz International знову зменшила вагу батончика Toblerone зі 170 грамів  до  150 грам, а батончик вагою 400 грамів зменшився до 360 грамів. Це було здійснено шляхом збільшення проміжків між шоколадними трикутниками[14].
- В 2017 році батончики Milka Alpine Milk та Milka Nuts & Raisins зменшилися з 300 грамів до 270 грамів, тим часом батончик Мілка Triolade зменшився з 300 грамів до 280 грамів, ці зменшення сталися без зміни розміру упаковки[15].
- В березні 2014 Кока-кола зменшила розмір 2 літрової пляшки до 1.75 літрів.
- Батончик KitKat зменшився у вазі з 48 грамів до 40 грамів, ціна залишилася без змін[16].

## Боротьба зі шрінкляцією
Деякі супермаркети у Франції та Німеччині намагаються боротись зі шрінкфляцією, адже не всі покупці бачать зміну ваги продукту. Тому у місцях продажу в цих країнах з’явились спеціальні цінники, які вказують на зміну ваги чи об’єму відповідного товару.